# Medardo Rosso
Pour les articles homonymes, voir Rosso.
Medardo Rosso, né à Turin le 21 juin 1858 et mort à Milan le 31 mars 1928, est un sculpteur d'origine italienne naturalisé français.
Il est un important représentant de l'impressionnisme en sculpture.

## Biographie
Medardo Rosso naît à Turin le 21 juin 1858. Avec sa famille, il déménage pour Milan en 1870. De 1882 à 1883, il fréquente l'Académie des beaux-arts de Brera, mais l'aspect trop scolaire de l'établissement ne lui convient pas. C'est alors que commence sa carrière artistique, dans la lignée de la scapigliatura milanaise. Son œuvre portera en effet à son apogée l’approche impressionniste des sculpteurs de l’école lombarde, tels Giuseppe Grandi, Paul Troubetzkoy, Rembrandt Bugatti, Ernesto Bazzaro (en), qui gravitaient autour du mouvement de la scapigliatura. L’impressionnisme sculptural de cette école avait été initié dès 1872 par Grandi, qui multipliait les aspérités des volumes et fragmentait les surfaces, en s’attachant aux variations du modelé, aux effets de touche picturale ou aux cassures rythmiques afin d’accrocher et dynamiser la lumière.
En 1884, il épouse Giuditta Pozzi, avec qui il aura un fils enregistré à l’état civil sous le nom de Francesco Evviva Ribelle.
Il réalise surtout des sculptures en cire, qu’il photographie à plusieurs reprises afin d’étudier tous les effets de lumière. Il travaille également le plâtre et le bronze en réalisant lui-même la fonte de ses œuvres. Il fait aussi des dessins au fusain et au crayon. Il utilise en revanche le marmiglio, du ciment avec de la poudre de marbre, pour exécuter la copie de quelques têtes de la sculpture romaine classique qu’il vend à des collectionneurs et des musées, dont le Victoria and Albert Museum de Londres.
Ses sculptures ont un aspect volontairement ébauché, comme pour suggérer l’atmosphère qui les entoure. Afin que la sculpture apparaisse d’un seul tenant, comme dans l’instantanéité d’un « impression », il supprime les intervalles du volume : l’œuvre doit se manifester au premier coup d’œil comme un bloc unitaire. Il laisse sur la surface l’impact gestuel de ses coups de spatule et fait par ailleurs, à la place des yeux, de simples trous dont l’ombre doit matérialiser le regard.
En 1886, son ami architecte et collectionneur Gaetano Pesce achète quatre de ses bronzes et décide de les amener à Paris, où il les présente au Salon des Artistes Français et au Salon des Indépendants. Le philosophe Edmond Thiaudière écrit alors un article enthousiaste, dans L’Opinion du 2 juin 1886, en déclarant que l’artiste italien « fonde ainsi, et magistralement, la sculpture impressionniste ». Au mois de mai de l’année suivante, il participe à la première édition de la Biennale de Venise avec, entre autres, deux « installations » révolutionnaires : il réalise en effet deux véritables mises en scène en complétant, par des objets réels, ses sculptures.
En 1888, il participe à une exposition d’art italien à Londres. Il sculpte aussi quelques bustes pour le cimetière monumental de Milan. Il se sépare de sa femme et décide de rejoindre Paris à l'occasion de l'Exposition universelle de 1889. Ses contemporains, d'Edgar Degas à Auguste Rodin, lui témoignent une grande estime. Il influença des artistes comme Umberto Boccioni, Carlo Carrà, Giacomo Manzù, ou encore César Giris. En 1902, il est naturalisé français, mais est toujours présenté comme un sculpteur italien lors de l'exposition de ses œuvres au musée du Luxembourg à Paris, ce qui provoque sa colère.
Il meurt le soir du 31 mars 1928 et est inhumé à Milan, où sa tombe est ornée d'un exemplaire en bronze de son Ecce Puer.
Son fils a fondé le musée Medardo Rosso (it) à Barzio en 1928.

## Réception critique
- En 1894, Auguste Rodin se dit « frappé d'une folle admiration », face à l'œuvre de Rosso[4].
- Dans son Manifeste de la sculpture futuriste de 1912, Umberto Boccioni le qualifie de « pionnier ».
- À la suite de la mort de Rodin, Guillaume Apollinaire écrit en 1918 qu'il voit en Rosso : « sans aucun doute le plus grand sculpteur vivant. »[5]
- Giovanni Lista évoque un art immatériel : « La matière de la sculpture s'est enfin dissoute dans l'espace pour rétablir sa réelle complicité avec l'espace environnant. »[6]

## Œuvres

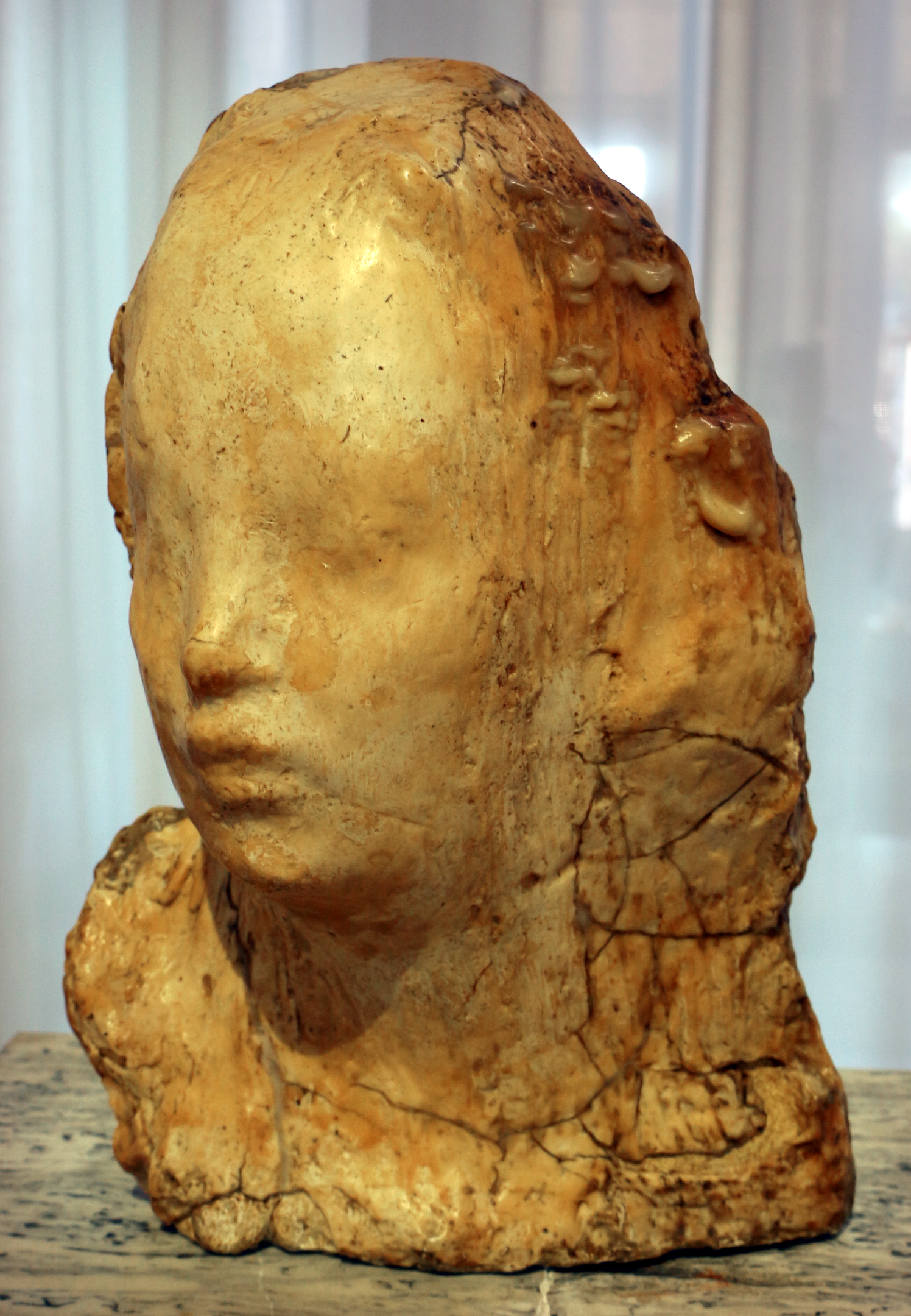
Ecce puer (1905), Galerie d'art moderne de Milan.

- El Locch, le sculpteur Rescaldani, 1880, Rome, galerie nationale d'Art moderne et contemporain.
- Il Cantante a spasso (Le Chanteur se promenant), 1882, Rome, galerie nationale d'Art moderne et contemporain.
- Il Bacio sotto il lampione (Le Baiser sous le réverbère), 1882[réf. nécessaire].
- La Portinaia (La Concierge), 1883, Barzio, musée Medardo Rosso.
- Carne Altrui (La Chair des autres), 1883[réf. nécessaire].
- Le Scaccino, 1883, Barzio, musée Medardo Rosso.
- Impressione d'omnibus (Impression d'omnibus ), 1883-1884[réf. nécessaire].
- Maternità (Maternité), 1886[réf. nécessaire].
- Portrait de Monsieur Rouart, 1886, Barzio, musée Medardo Rosso.
- Aetas aurea ou L'Âge d'or, 1886, plâtre, musée des beaux-arts de Gand.
- Maternità (Maternité), 1889[réf. nécessaire].
- Il Malato all'ospedale (Le Malade à l'hôpital), 1889, Barzio, musée Medardo Rosso.
- Bimba che ride (La Jeune rieuse), 1890[7].
- Rieuse, 1890[réf. nécessaire].
- Grande rieuse, 1891[réf. nécessaire].
- Impressione di bimbo ebreo (Impression d'un enfant juif), 1892[réf. nécessaire].
- Impression de boulevard, 1892[réf. nécessaire].
- Bambino alle cucine economiche, 1892, Florence, Palais Pitti.
- Bimbo al sole (Enfant au soleil), 1892, musée d'art moderne et contemporain de Strasbourg.
- Conversazione in giardino (Conversation dans un jardin), 1893[réf. nécessaire].
- Bambino presso l'asilo (Enfant à l'école maternelle), 1893[réf. nécessaire].
- Il Bookmaker (Le Bookmaker), 1893, Barzio, musée Medardo Rosso.
- Uomo che legge il giornale (Homme lisant un journal), 1894[réf. nécessaire].
- Signora della veletta (Femme à la voilette), 1895, Rotterdam, musée Boijmans Van Beuningen.
- Yvette Guilbert, 1894[réf. nécessaire].
- Rieuse, 1894[réf. nécessaire].
- La Conversation , 1896[réf. nécessaire].
- Bambino malato (L'Enfant malade), 1903-1904, Galerie d'art moderne de Milan.
- Ecce puer (Voici l'enfant), 1906, bronze, Paris, musée d'Orsay[8].
- Madame X, 1913[réf. nécessaire].

## Expositions
- Medardo Edardo Rosso: Sight Unseen and his Encounters with London, du 23 novembre 2017 au 10 février 2018, Galerie Thaddaeus Ropac, Londres
- Medardo Rosso, pionnier de la sculpture moderne, du 17 mars au 24 juin 2018, musée des beaux-arts de Gand.

Œuvres de Medardo Rosso
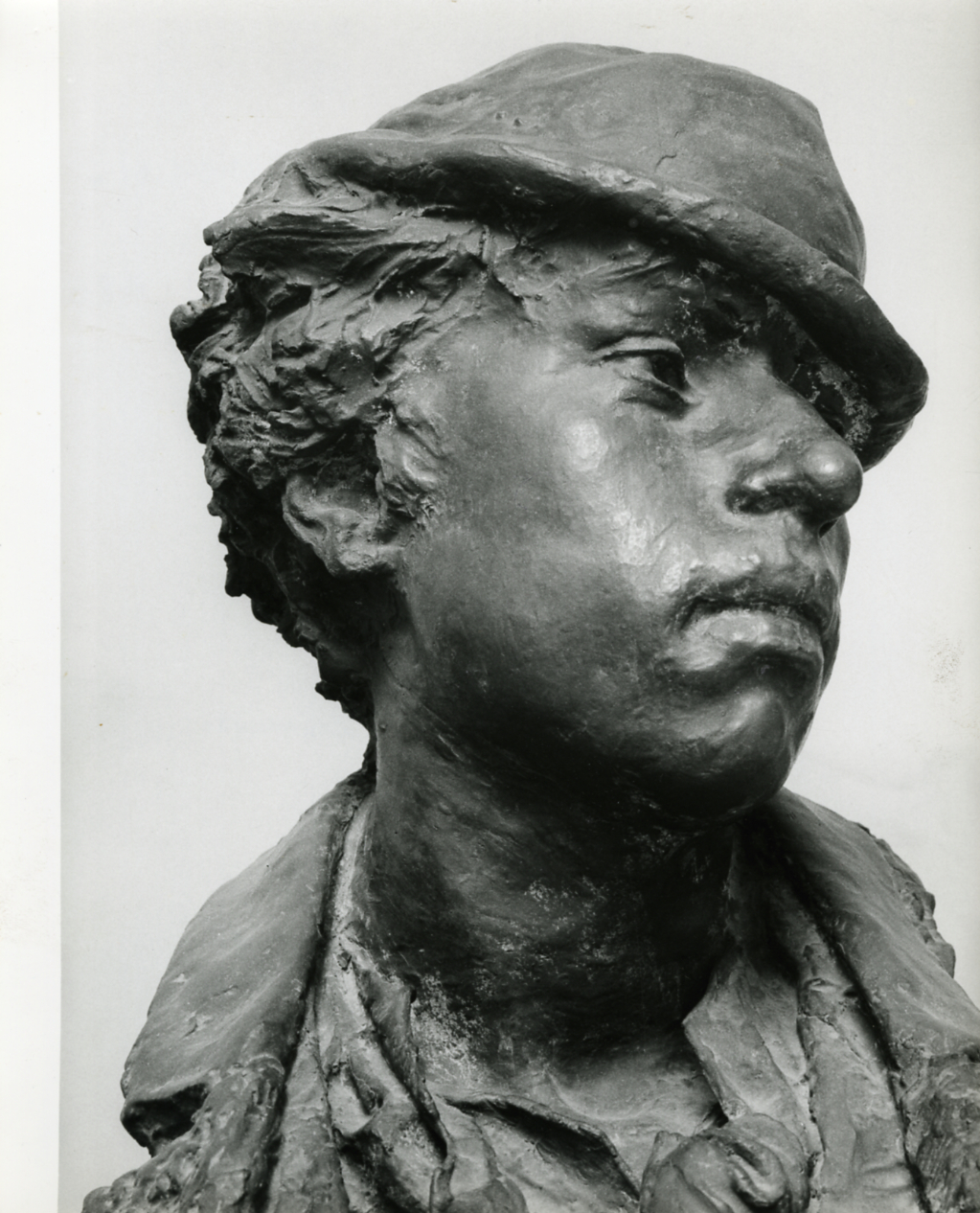
El Locch, le sculpteur Rescaldani (1880), Rome, galerie nationale d'Art moderne et contemporain.
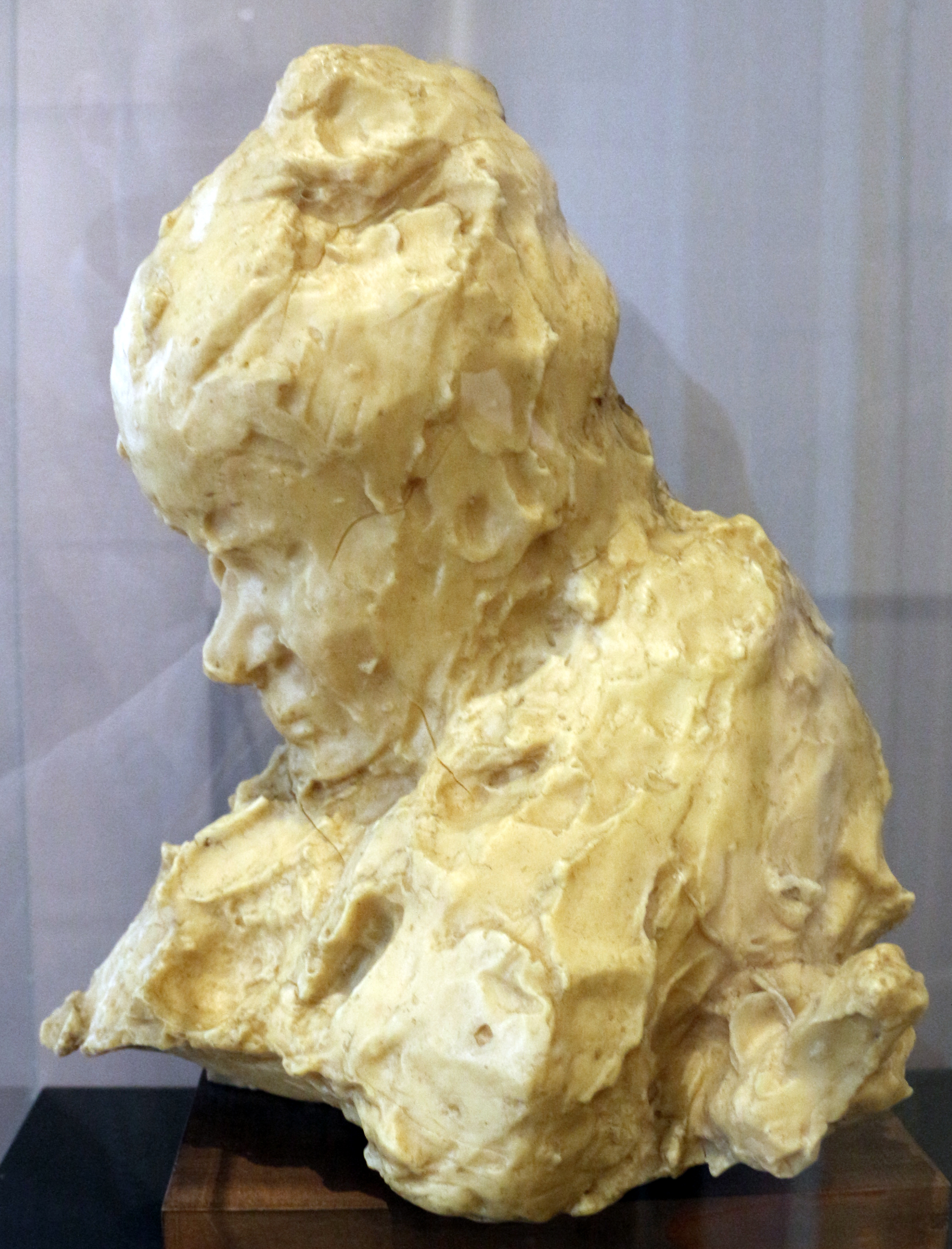
La Concierge (1883), Galerie d'art moderne de Milan.
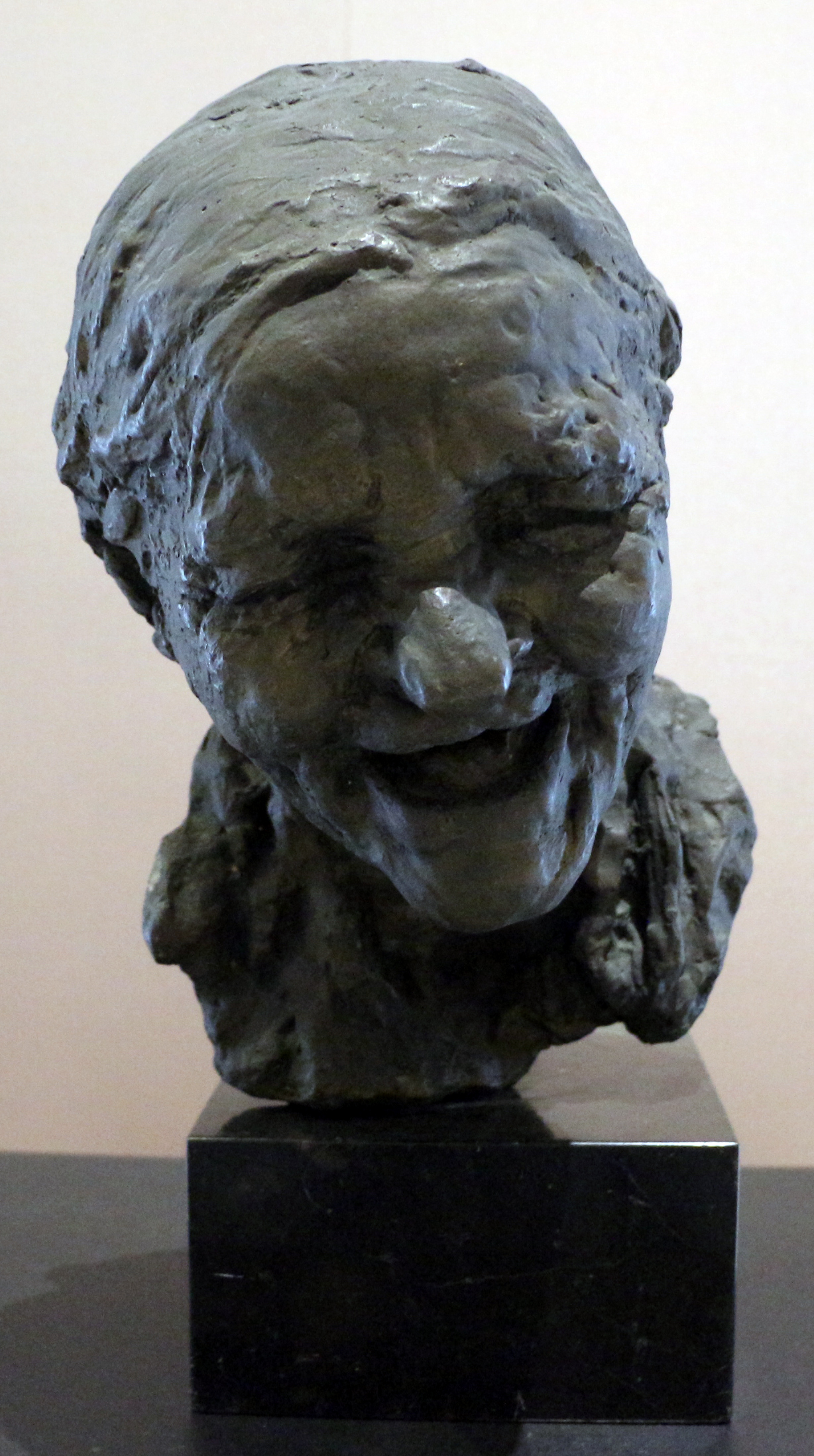
La Ruffiana, 1883 - Milan, Galerie d'Art moderne
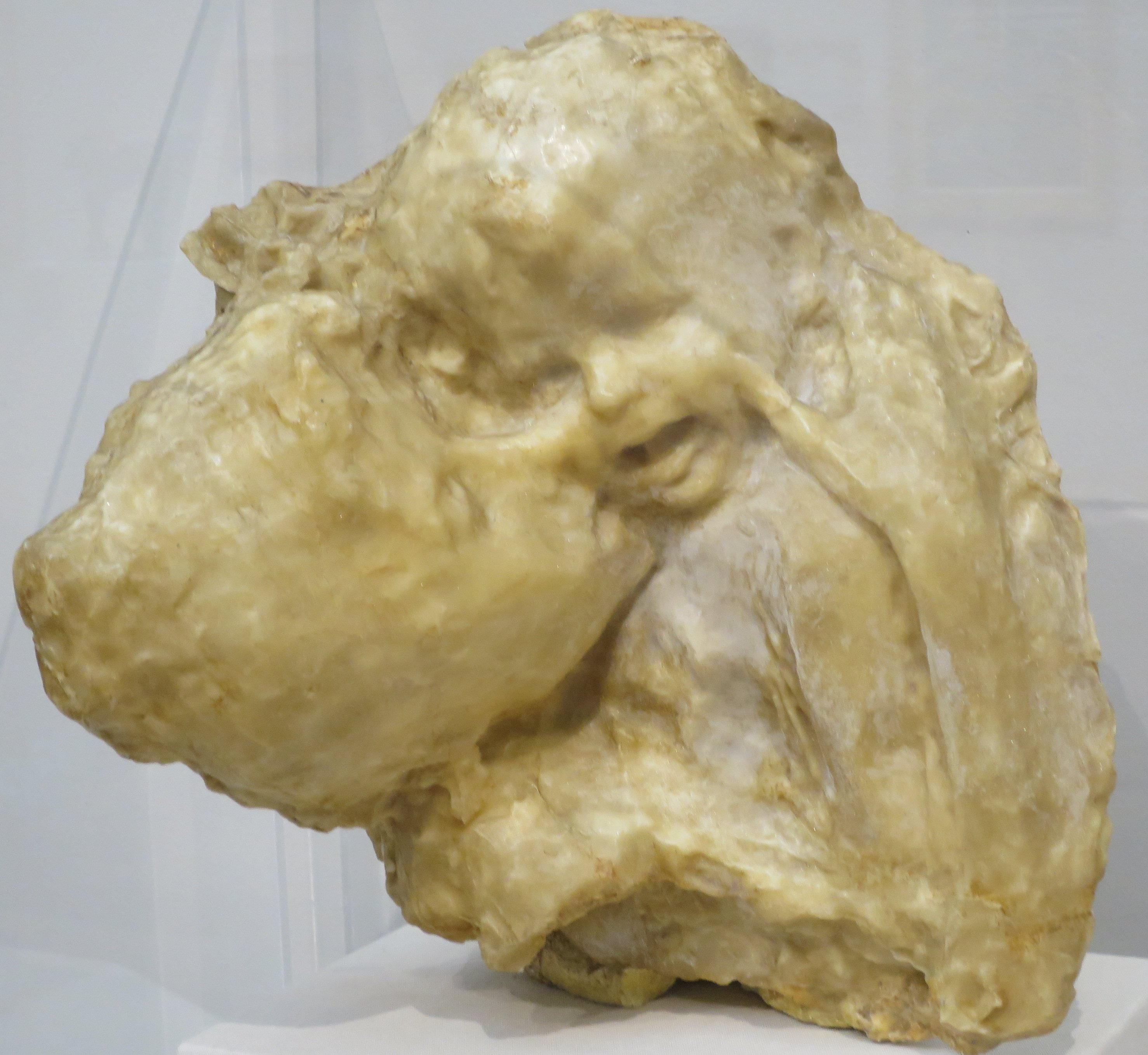
L'Âge d'or (1884-1885), San Francisco, California Palace of the Legion of Honor.
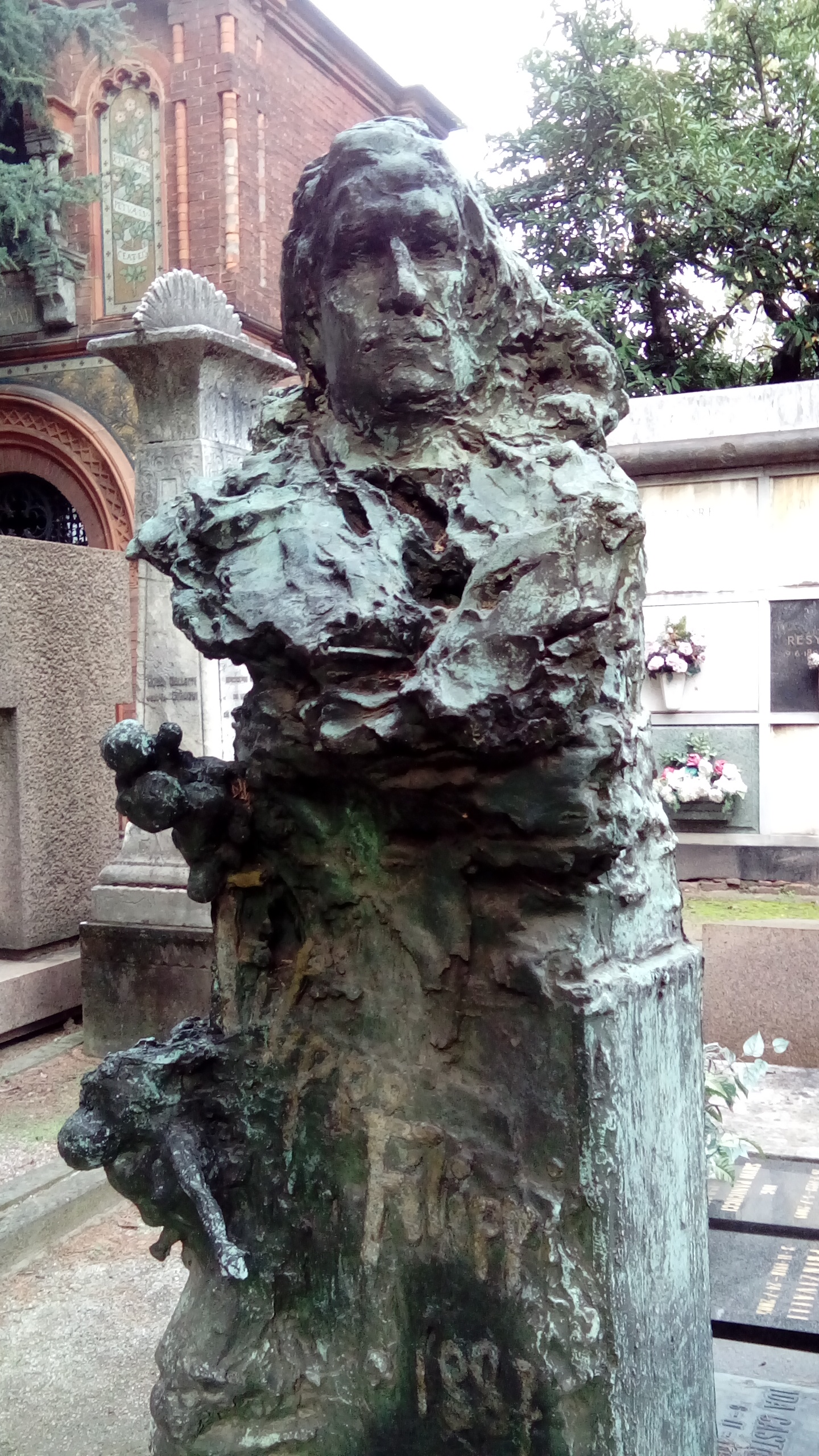
Tombe de Filippo Filippi, (1889), cimetière monumental de Milan.
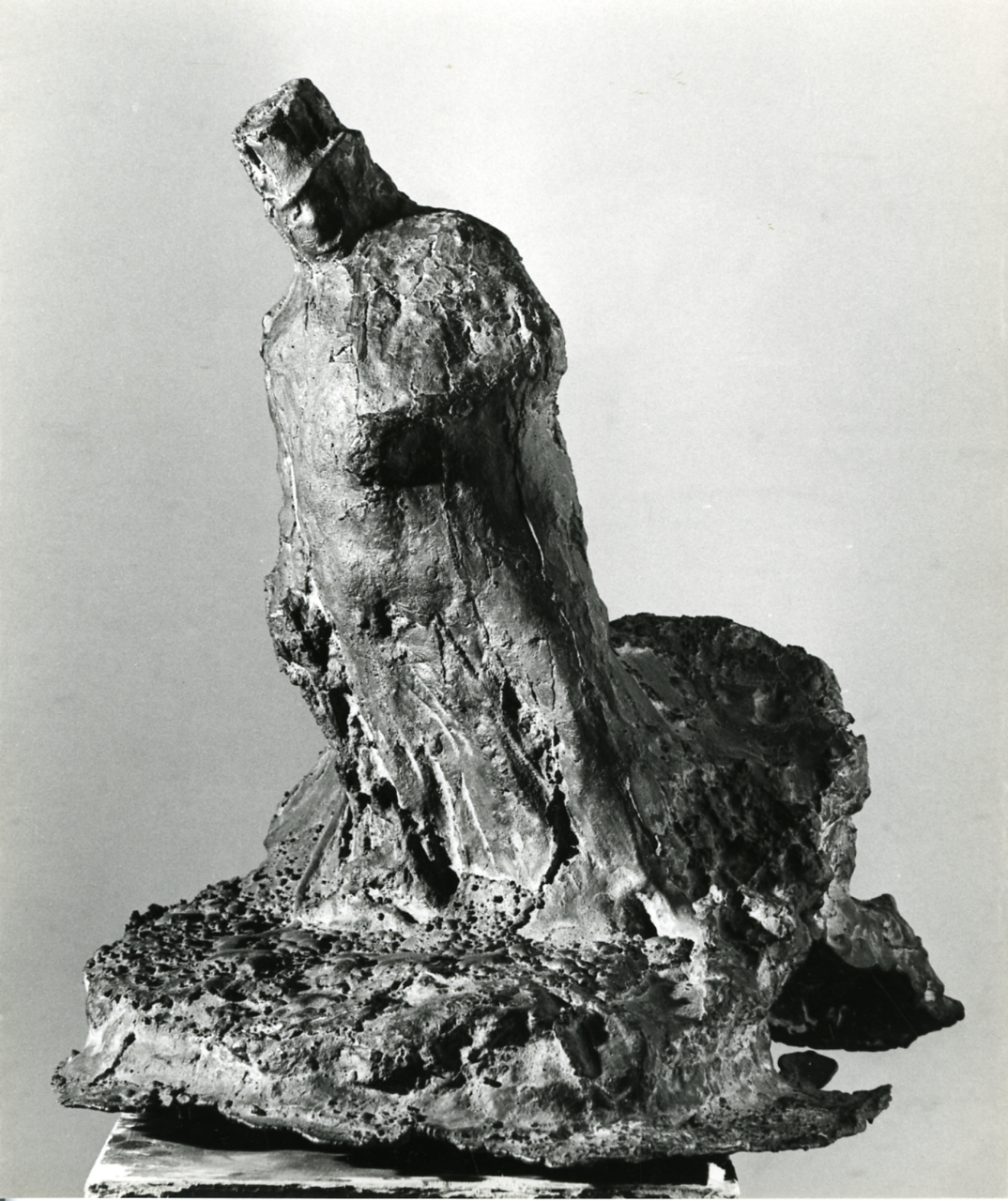
Le Bookmaker (1893), Barzio, musée Medardo Rosso.
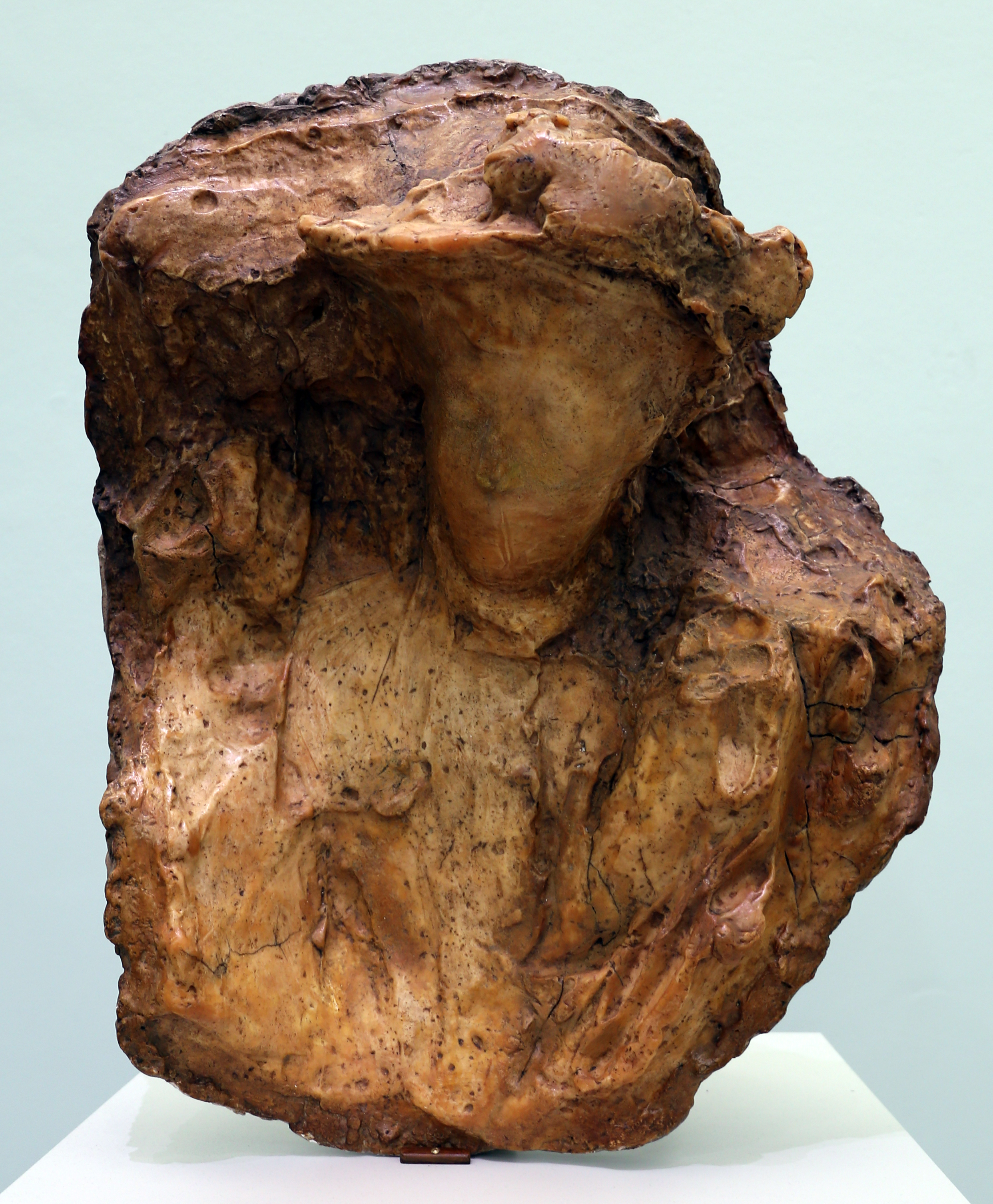
Femme à la voilette (1895), Rotterdam, musée Boijmans Van Beuningen.
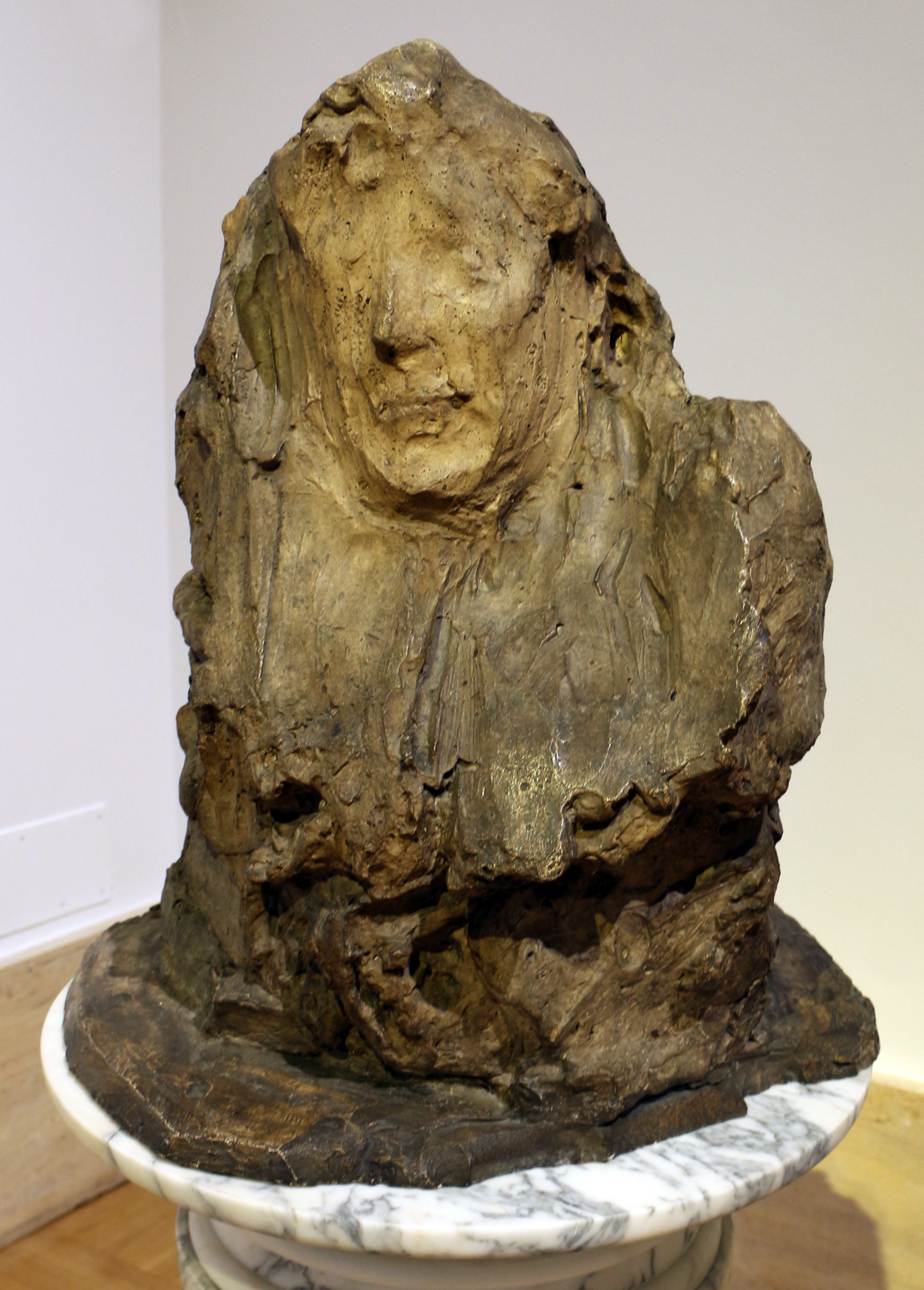
Portrait de Madame Noblet (1897-1898), Rome, galerie nationale d'Art moderne et contemporain.
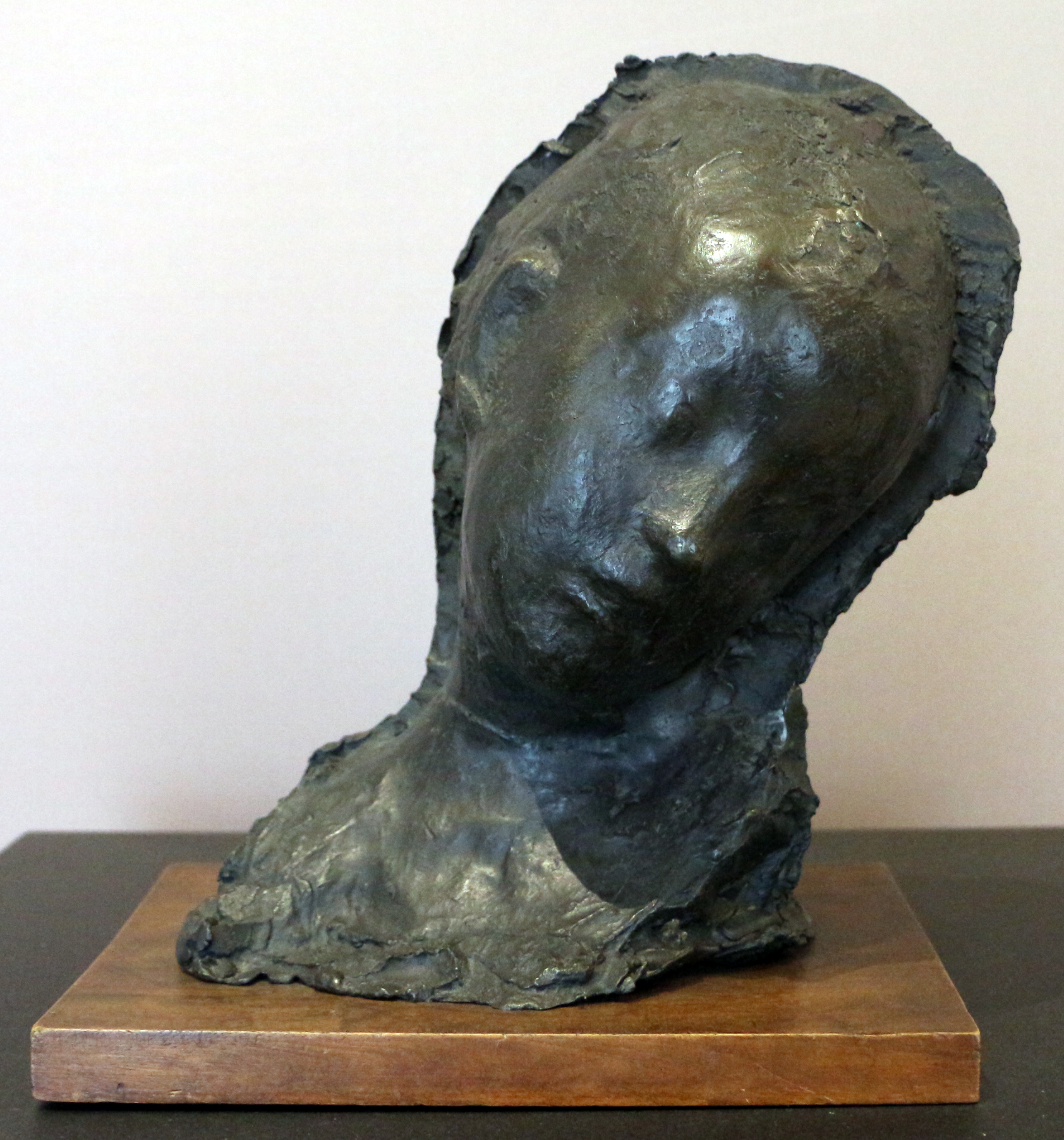
L'Enfant malade (1903-1904), Galerie d'art moderne de Milan.
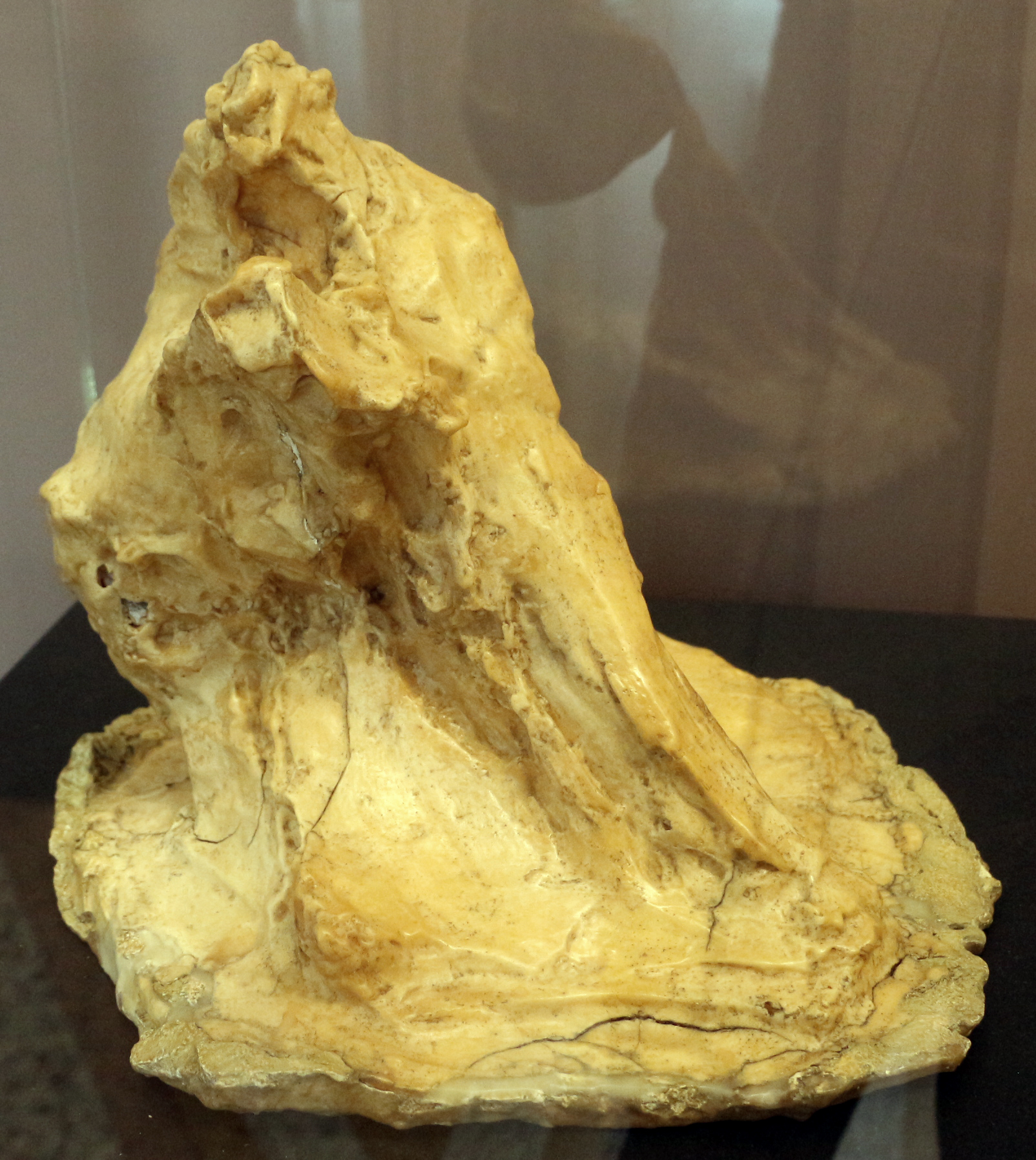
L'Homme qui lit (1923-1926), Galerie d'art moderne de Milan.